# Grapevine
Grapevine és una població dels Estats Units a l'estat de Texas. Segons el cens del 2000 tenia 42.101 habitants.

## Demografia
Segons el cens del 2000, Grapevine tenia 42.059 habitants, 15.712 habitatges, i 11.312 famílies. La densitat de població era de 503,1 habitants/km².
Dels 15.712 habitatges en un 42,1% hi vivien nens de menys de 18 anys, en un 58,9% hi vivien parelles casades, en un 9,4% dones solteres, i en un 28% no eren unitats familiars. En el 22,2% dels habitatges hi vivien persones soles el 3,7% de les quals corresponia a persones de 65 anys o més que vivien soles. El nombre mitjà de persones vivint en cada habitatge era de 2,66 i el nombre mitjà de persones que vivien en cada família era de 3,14.
Per edats la població es repartia de la següent manera: un 29,2% tenia menys de 18 anys, un 7,5% entre 18 i 24, un 36,6% entre 25 i 44, un 21,9% de 45 a 60 i un 4,8% 65 anys o més.
L'edat mitjana era de 34 anys. Per cada 100 dones de 18 o més anys hi havia 99,4 homes.
La renda mitjana per habitatge era de 71.680$ i la renda mitjana per família de 84.940$. Els homes tenien una renda mitjana de 53.786$ mentre que les dones 38.844$. La renda per capita de la població era de 31.549$. Aproximadament el 3,1% de les famílies i el 4,8% de la població estaven per davall del llindar de pobresa.

## Poblacions més properes
El següent diagrama mostra les poblacions més properes.